# Pierrette Dubé
Pour les articles homonymes, voir Dubé.
Pierrette Dubé, née en 1952 à Valleyfield, est une autrice canadienne.

## Biographie
Pierrette Dubé étudie en lettres à l'université de Montréal et en traduction à l'université McGill. Elle exerce le métier de traductrice pendant plusieurs années avant de se consacrer à la littérature jeunesse.
Elle remporte le Prix des libraires du Québec 2015 pour son livre La petite truie, le vélo et la lune avec Orbie (Éditions Les 400 coups). Publié en 2022, Un Rhume de cheval (Éditions Fonfon) fait partie des finalistes pour les Prix littéraires du Gouverneur général 2022 dans la catégorie Littérature jeunesse – livres illustrés.

## Œuvres

### Littérature jeunesse

#### Albums
- Nom de nom!, avec Dominique Jolin,  Collection Le raton laveur, Banjo, 1992
- Au lit, princesse Émilie!, avec Yayo, Collection Le raton laveur, Banjo, 1995
- La visite, avec  Réal Godbout, Collection Le raton laveur, Banjo, 1999
- Maman s’est perdue, avec Caroline Hamel, Collection Grimace, Les 400 coups, 2005, ré-édition 2022
- La grève du bain, avec Geneviève Després, Collection Grimace, Les 400 coups, 2012
- Où s'est caché le sommeil?, avec Geneviève Godbout, Collection 400 coups, Les 400 coups, 2012
- La méchante petite poulette dans la vengeresse masquée et le loup, avec Marie-Ève Tremblay, Collection Grimace, Les 400 coups, 2014
- La petite truie, le vélo et la lune avec Orbie, Collection Grimace, Les 400 coups, 2014
- Drôles de familles! La famille Dentsucrée, avec Estelle Bachelard, Collection Drôles de familles!, Dominique et compagnie, 2015
- Le ballon d'Émilio, avec Aurélie Grand, Collection 400 coups, Les 400 coups, 2015
- La méchante petite poulette dans Tarzanette et le Roi du petit déjeuner, avec Marie-Ève Tremblay, Collection Grimace, Les 400 coups, 2016
- Petite histoire pour effrayer les ogres, avec Guillaume Perreault, Collection Grimace, Les 400 coups, 2017
- La famille Noël,  Collection Drôles de familles!, Dominique et compagnie 2018
- La saga des trois petits pois, La Courte Échelle, 2018
- Les sœurs pantoufles, Québec Amérique, 2018
- Les fables extravagantes de Conrad le corbeau, avec Audrey Malo, Collection Grimace, Les 400 coups, 2019
- Un camion! Quel camion?, La Courte Échelle, 2019
- La famille Littout, avec Bach, Collection Drôles de familles!, Dominique et compagnie, 2021
- La famille Techno, Collection Drôles de familles!, Dominique et compagnie, 2021
- La famille Ouiounon, Collection Drôles de familles!, Dominique et compagnie, 2021
- Le petit cochon qui mangeait comme un petit garçon, avec Baptiste Amsallem, La bagnole, 2021
- La boîte aux lettres, avec Aurélien Galvan, La Courte Échelle, 2022
- Monsieur Pigeon et Madame Mouette, avec Jasmine Mirra Turcotte, Collection Carré blanc, Les 400 coups, 2022
- Un rhume de cheval, avec Enzo, Éditions Fonfon, 2022

#### Romans
- Flic et Agatha La mystérieuse affaire des casquettes, Québec Amérique, 2016[4]
- Flic et Agatha - Petits chiens et grosse moustache, Québec Amérique, 2017
- Flic et Agatha - Fantôme et cordes à linge, Québec Amérique, 2020
- Les mannequins maléfiques, La Courte Échelle, 2020
- La bête à pile, La Courte Échelle, 2021

## Prix et distinctions
- 1986, 1re prix du Concours littéraire Lurelu pour Le roi qui ne savait pas le nom des choses.[5]
- Prix du livre M. Christie 1995 pour Au lit, princesse Émilie!
- Prix Québec-Wallonie-Bruxelles de littérature de jeunesse 2007 pour Maman s’est perdue
- Prix des libraires du Québec 2015 pour La petite truie, le vélo et la lune
- Prix Peuplier 2018 de l’Ontario Library Association pour La méchante petite poulette dans Tarzanette et le Roi du petit déjeuner
- Grand prix littéraire de la Montérégie, catégorie Tout-petits 2018 pour Un camion! Quel camion?
- Prix Espiègle 2018, finaliste, Petite histoire pour effrayer les ogres
- 2022 : Finaliste, Prix littéraires du Gouverneur général, catégorie littérature jeunesse de langue française - illustration, Un rhume de cheval[6]
- 2023 : Gagnant, Grand prix littéraire de la Montérégie, Prix Philippe Béha, Un rhume de cheval[7]